# Pal canadenc

Bandera del Canadà (proporció interna 1:2:1)

El pal canandenc, en heràldica i vexil·lologia, fa referència a la part central d'una bandera de tres franges verticals (anomenat pal en heràldica) que cobreix la meitat de la longitud d'una bandera (proporcions 1:2:1), en lloc d'un terç com en la majoria dels dissenys de tres franges. Això permet més espai per mostrar una imatge central (la càrrega).
El nom va ser suggerit per Sir Conrad Swan, Rouge Dragon Pursuivant (oficial d'armes junior del College of Arms britànic), i utilitzat per primera vegada per Elisabet II del Regne Unit com a reina del Canadà proclamant la nova bandera canadenca el 28 de gener de 1965. Correctament, el terme només s'ha d'aplicar a les banderes canadenques, encara que en l'ús general el terme també s'utilitza per descriure banderes no canadenques que tenen proporcions similars.
El clàssic pal canadenc és un quadrat central que ocupa la meitat de la llargada de la bandera amb proporcions 1:2. Tanmateix, l'ús vexil·lològic s'aplica a qualsevol franja central que tingui la meitat de la llargada de la bandera, fins i tot si això fa que aquesta franja no sigui quadrada. El terme també s'utilitza per a banderes que no provenen del Canadà. Per exemple, les banderes de Saint Vincent i les Grenadines de proporcions 7:11 o la proposta de bandera de Taiwan de 3:5 es descriuen ambdues com a pal canadenc.

## Casos

### Canadà
Aquest disseny és una característica popular de les banderes subnacionals i municipals del Canadà desenvolupades després de 1965. On trobem els exemples de la bandera dels Territoris del Nord-oest i la bandera del Yukon (encara que aquesta té de proporció 1:1,5:1 i no 1:2:1 com hauria de ser), i de ciutats com Amherstburg, Burlington, Cornwall, Edmonton, Hamilton o de pobles aborígens i Primeres Nacions.

Bandera dels Territoris del Nord-oest
Bandera del Yukon
Bandera de Amherstburg (Ontario)
Bandera de Cornwall (Ontario)
Bandera de Hamilton (Ontario)

### Resta del món
El terme de vegades s'utilitza en un sentit encara més fluix per referir-se a qualsevol bandera amb una franja central més ampla que les demés, independentment de si cobreix o no la meitat de la llargada de la bandera. Amb aquesta descripció més fluixa, de vegades es consideren banderes amb pal canadenc la de l'illa Norfolk (de proporció de 7:9:7) o la d'Iowa (de proporció legalment no definida), tot i no ser la franja central el doble de les laterals.

Bandera de Saint Vincent i les Grenadines.
Bandera d'Iowa (EUA)
Bandera de Mississipi (EUA)
Bandera de Columbus (EUA)
Bandera d'Ostrobòtnia Central (Finlàndia)
Bandera del powiat de Malbork (Polònia)
Bandera de Myrhorod (Ucraïna)
Bandera de La Gomera (Espanya)
Bandera de Bohol (Filipines)
Bandera de Putrajaya (Malàisia)
Bandera de l'illa Norfolk (Austràlia)
Proposta de bandera per Taiwan.